# Langenneufnach
Langenneufnach – miejscowość i gmina w Niemczech, w kraju związkowym Bawaria, w rejencji Szwabia, w regionie Augsburg, w powiecie Augsburg, siedziba wspólnoty administracyjnej Stauden. Leży w Parku Natury Augsburg – Westliche Wälder, około 25 km na południowy zachód od Augsburga, nad rzeką Neufnach.

## Polityka
Wójtem gminy jest Josef Böck, rada gminy składa się z 12 osób.
|      | CSU/FW | FWV | UB | Razem |
| 2008 | 4      | 6   | 2  | 12    |
| 2002 | 5      | 4   | 3  | 12    |